# Warm River
Warm River és una població dels Estats Units a l'estat d'Idaho. Segons el cens del 2000 tenia 10 habitants.

## Demografia
Segons el cens del 2000, Warm River tenia 10 habitants, 3 habitatges, i 3 famílies. La densitat de població era de 5,2 habitants/km².
Per edats la població es repartia de la següent manera: un 0% tenia menys de 18 anys, un 30% entre 18 i 24, un 20% entre 25 i 44, un 10% de 45 a 60 i un 40% 65 anys o més.
L'edat mediana era de 45 anys. Per cada 100 dones de 18 o més anys hi havia 150 homes.
La renda mediana per habitatge era de 51.250 $ i la renda mediana per família de 51.250 $. Els homes tenien una renda mediana de 8.750 $ mentre que les dones 0 $. La renda per capita de la població era de 23.022 $. Cap de les famílies estaven per davall del llindar de pobresa.

## Poblacions més properes
El següent diagrama mostra les poblacions més properes.